# Ínsula

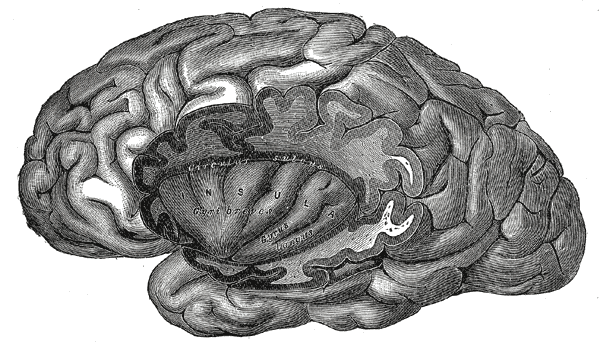
La ínsula del lado izquierdo, expuesta al eliminar el opérculo cerebral.

La corteza insular o ínsula, es una estructura del cerebro humano ubicada en la profundidad de la cisura de Silvio, lateral del cerebro.
El lóbulo de la Ínsula sirve como un centro de red, que integra información a través de subregiones. La ínsula es una subregión popular en neurociencia cognitiva, y se ha estudiado su papel en la toma de decisiones, el procesamiento emocional y la atención.

## Anatomía

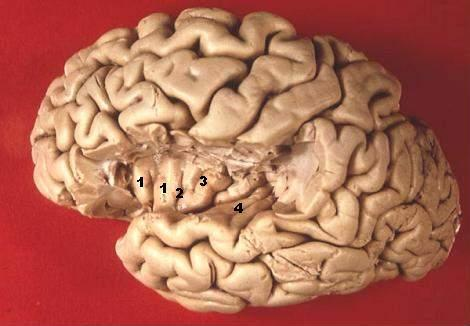
Ínsula. Giros de la Ínsula 1 y 3. Surco de la Ínsula 2.

El lóbulo de la Ínsula se encuentra ubicado en la profundidad lateral del cerebro, dentro del surco lateral (cisura de Silvio), que separa las cortezas temporal y parietal inferior. Estas regiones corticales superpuestas se conocen como opércula; parte de los lóbulos frontal, parietal y temporal forman una opércula sobre la ínsula, por ello la ínsula no es visible en la cara externa del cerebro y queda cubierta por las estructuras citadas.
Tiene forma triangular con vértice antero-inferior. Presenta un surco (anatomía) central vertical, que determina un sector anterior con dos pequeños surcos superficiales, delimitando tres cortos giros cerebrales. El sector posterior presenta un giro más largo.

## Fisiología
Cada región del cerebro tiene una función específica, pero estas regiones no pueden explicar completamente por sí solas todas las funciones cerebrales.
La cognición humana puede estar asociada con múltiples regiones que actúan integradas. El lóbulo de la Ínsula sirve como un centro o nodo en una red, que integra información a su través. Se ha estudiado la Ínsula como subregión, por su papel en la toma de decisiones, el procesamiento emocional y la atención.

## Papel en las emociones y sentimientos (relación con el sistema límbico)
La corteza insular, especialmente su porción más anterior, está relacionada con el sistema límbico. La ínsula se está convirtiendo en el foco de atención por su función en la experiencia subjetiva emocional y su representación en el cuerpo.
António Damásio ha propuesto que esta región empareja estados viscerales emocionales que están asociados con experiencias emocionales, lo que da cabida a los sentimientos de consciencia. En esencia ésta es una formulación neurobiológica de las ideas de William James, que primero propuso que la experiencia subjetiva emocional (sentimientos) emergen desde la interpretación de los estados corporales que son provocados por sucesos emocionales. Este es un ejemplo de pensamiento formado.[cita requerida]
Funcionalmente hablando, se piensa que la ínsula procesa la información convergente de los globos oculares y genera una respuesta genital en el hemisferio izquierdo, para producir un contexto emocionalmente relevante para la experiencia sensorial. Experimentalmente se ha demostrado que la ínsula tiene un papel importante en la experiencia del dolor y la experiencia de un gran número de emociones básicas, incluyendo odio, amor, miedo, disgusto, felicidad y tristeza. Más específicamente, la ínsula anterior está más relacionada con el olfato, el gusto, el sistema nervioso autonómico y la función límbica, mientras que la ínsula posterior está más relacionada con funciones somáticas motoras.
Estudios funcionales con imágenes han demostrado también que la ínsula está implicada en deseos conscientes, como la necesidad de comida o la necesidad de droga. Lo que es común en todos estos estados emocionales es que cada cambio en el cuerpo es asociado con cambios cualitativos en la experiencia subjetiva. La ínsula está bien situada para la integración de información y relaciona estados corporales en procesos emocionales y cognitivos de orden superior. La ínsula recibe información de aferencias hemostáticas a través de vías sensoriales por la vía del tálamo y envía información o estímulos a otro gran número de estructuras relacionadas con el sistema límbico, tales como la amígdala, el estriado ventral y el córtex orbitofrontal.
La zona anterior derecha de la ínsula se ha demostrado que es el área del cerebro más significativamente implicada en el proceso de la mediación.
Estudios recientes llevados por Nasyr Naqvy en la Universidad de Iowa han demostrado que fumadores de tabaco tras sufrir un daño en la corteza insular, por ejemplo por un golpe, ven desaparecida su adicción al tabaco. Esto sugiere un importante papel de la ínsula en los mecanismos neurobiológicos de la adicción a la nicotina y otras drogas y convierte esta área en objetivo para el desarrollo de investigación de nuevos fármacos antiadictivos o incluso de los posibles beneficios de la estimulación magnética transcraneal.[cita requerida]